# بنی درقن
بنی درقن (به عربی: بنی درقن) یک شهرداری در الجزایر است که در استان غلیزان واقع شده‌است.